# Titani
Titani (en griego, Τιτάνη) es un pueblo de Grecia que pertenece a la unidad periférica de Corintia y al municipio de Sición. En 2011 contaba con una población de 216 habitantes.

## Historia

Mapa del istmo de Corinto donde se aprecia la situación de Titane en la Antigüedad.

Titani se halla junto a un monte donde se ubicaba la antigua ciudad de Titane. Pausanias recoge la tradición de que su nombre era debido a un personaje de la mitología griega llamado Titán, hermano de Helios. Titane tenía un santuario de Asclepio con una imagen del dios cuya fundación se atribuía a Alexánor, hijo de Macaón y nieto de Asclepio. Allí se veneraba también a Higiea, a Alexánor y a Euamerión. También había una estatua de Graniano de Sición, que fue varias veces campeón en los Juegos Olímpicos.
Había también un santuario de Atenea donde también se rendía culto a Corónide y además, en el camino entre Sición y Titane se encontraba un bosque sagrado con un templo de las Euménides y un ara de las Moiras donde se celebraba una fiesta anual en la que se realizaban libaciones de vino con miel, se sacrificaban ovejas preñadas y se usaban flores a modo de coronas.
Titani estaba situada en la frontera entre Sicionia y Fliasia. Se accedía  a ella por un camino que partía de Sición, se dirigía hacia el sur siguiendo prácticamente el curso del Asopo. Actualmente, se llega desde Kiato por la carretera de Souli-Gnousaa-Titani, que desciende hacia el valle de Nemea. La ciudad moderna se llamó Voïvonda. Está situada en la ladera de la colina sobre la que se alzaba la acrópolis de Titani. Alrededor de la colina subsiste el recinto amurallado, hecho de grandes bloques en aparejo isódomo. La ladera este, muy abrupta, no está fortificada. Desde allí se puede ver el Asopo.
Se ha descubierto en la colina del cementerio moderno de la ciudad una inscripción votiva dedicada a Asclepio, por lo que se piensa que el Asclepeion se encontraba en un llano al este de la colina.